# Mallertshofer Holz mit Heiden
Das Naturschutzgebiet Mallertshofer Holz mit Heiden befindet sich auf dem Gebiet der Gemeinde Eching im Landkreis Freising sowie der Stadt Garching und der Gemeinde Oberschleißheim im Landkreis München. Es besteht seit 1995, ist eingetragen unter der Kennung NSG-00501.01 und hat eine Größe von 609,42 ha.
Es handelt sich um Kiefernwälder, Heidewiesen und offene Kiesflächen mit seltenen Tier- und Pflanzenarten, z. B. der Wechselkröte. In der ehemaligen Kiesentnahmestelle „Kastner Grube“ ist nach der Stilllegung eine Reihe unterschiedlicher Biotope entstanden.

## Entwicklung
Rund 430 ha der heutigen Fläche waren Truppenübungsplatz der Bundeswehr und Panzerübungsgelände. Seit 2008 hatte die Bundesanstalt für Immobilienaufgaben mit den Gemeinden Garching und Eching verhandelt, die Flächen im Rahmen des Programms Nationales Naturerbe zu übergeben. Im April 2013 gingen die Flächen an die Gemeinden über, die Betreuung erfolgt durch den Heideflächenverein.
Ein Biotopverbund ist im Aufbau mit dem benachbarten Naturschutzgebiet Garchinger Heide und der weiter nördlich liegenden Echinger Lohe. Weiter südlich befindet sich – am nördlichen Münchener Stadtrand (auf dem Gebiet der Stadt München, der Stadt Garching und der Gemeinde Oberschleißheim) – die Fröttmaninger Heide.

## Wüstung Mallertshofen

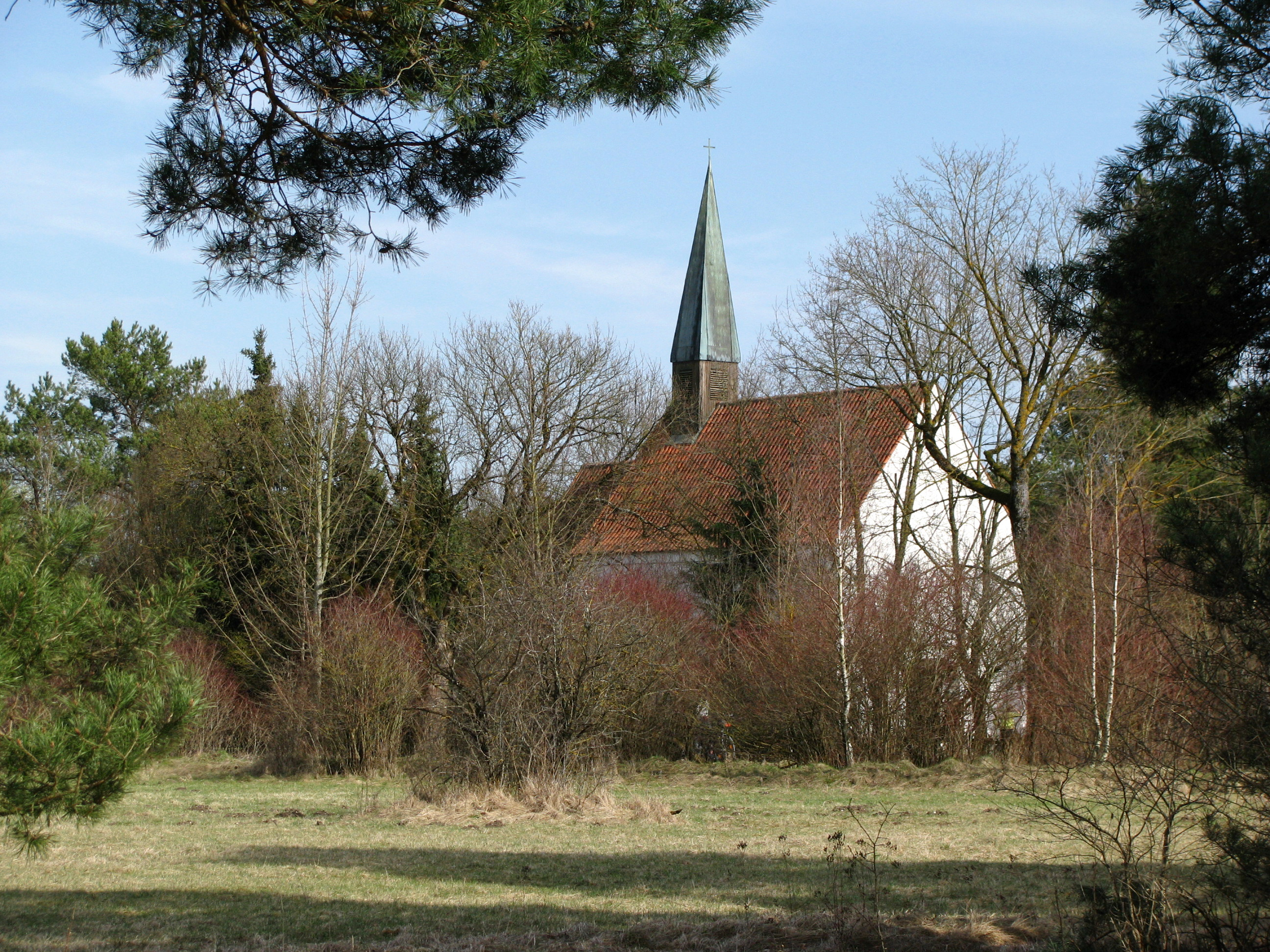
St. Martin in Mallertshofen

Die Wüstung Mallertshofen war ein Weiler mit zwei ganzen Höfen, wurde im 12. Jahrhundert als Madalhartshoven erstmals urkundlich erwähnt, geht auf den bajuwarischen Personennamen Madalhart zurück und war namensstiftend für den Mallertshofer See. Nach einem Rückgang der Besiedlung wurde um 1880 die Kleinsiedlung aufgegeben; die verbliebenen bäuerlichen Gebäude wurden abgerissen. Erhalten blieb nur die denkmalgeschützte Kirche St. Martin, die jetzt alleine am Ostrand der Wüstung steht. Ihr Ursprung wird auf das 13. Jahrhundert datiert, das heutige Erscheinungsbild wird durch Um- und Ausbauten aus dem 17. Jahrhundert bestimmt. Sie ist der Pfarrei St. Korbinian in Lohhof als Nebenkirche zugeordnet.